# 特布乌拉河
特布乌拉河，位于中华人民共和国内蒙古自治区东南部与河北省交界处的一条时令河，发源于内蒙古乌兰察布市化德县德包图乡长春沟村西北山区，蜿蜒向南流经白音特拉乡白音特拉村、民建村、朝阳镇欣荣村、民乐淖、特布乌拉村、商都县大黑沙土镇大黑沙土村、小黑沙土村、大黑沙土镇政府驻地、芷芨摊村、磨石山村、东风村、红卫村等地，于河北省张家口市尚义县大营盘乡蔡家村以北折向西，成为内蒙古与河北省之间的界河，最后于大营盘乡二工地村以西汇入察汗淖。河长84.6千米，流域面积1173.59平方千米，河道平均比降2.54‰。
在2021年商都县人民政府发布河湖管理范围的公告中，划定的特布乌拉河在商都县境内河道长度为41.92千米，左岸划界长度23.68千米，右岸划界长度36.46千米。